# Tumeochrysa cirerai
Tumeochrysa cirerai är en insektsart som först beskrevs av Navás 1930.  Tumeochrysa cirerai ingår i släktet Tumeochrysa och familjen guldögonsländor. Inga underarter finns listade i Catalogue of Life.